# Bolzano
Bolzano izg. [bolcáno], (nemško Bozen, ladinsko Bulsan ali Balsan, redko slovensko: Bocen) je italijansko mesto, pokrajina in glavno mesto upravne skupnosti Južne Tirolske. Prebivalci večinoma govorijo italijansko (73 %), nemško (26 %) in ladinsko (1 %). Bolzano je tudi upravno središče enote deželne decentralizacije Salten-Šlernska. Leta 2017 je imel 107.000 prebivalcev, od tega je 9,0 % tujcev, medtem ko jih ima avtonomna pokrajina Bolzano okoli pol milijona. Pobrateno mesto Bolzana je Sopron na Madžarskem. Bolzano je alpsko mesto leta 2009.

## Upravno politična razdelitev
Mesto Bolzano je razdeljeno na četrti in sicer na: 
- Zentrum-Bozner Boden-Rentsch / Centro-Piani-Rencio (Center-Bocenska Ravnina-Renč)
- Oberau-Haslach / Oltrisarco-Aslago (Na planini-Haslach)
- Europa-Neustift / Europa-Novacella (Evropa-Nova Opatija)
- Don Bosco (Sveti Janez Bosco)
- Gries-Quirein / Gries-San Quirino (Gries-Sv. Kvirin)

## Muzeji
Bolzano je pomembno kulturno in umetniško mesto v središču Evrope.
- Južnotirolski deželni arheološki muzej

V muzeju hranijo mimificirano telo ledenodobnega človeka "Ötzija", zaradi katerega je muzej znan po vsem svetu. Muzej hrani tudi zgodovinsko in arheološko zbirko najdb na območju Južne Tirolske. Vhod je na »Muzejski ulici« (Museumstraße) št. 43
- Museion- muzej sodobne umetnosti

Začasne razstave - novi sodobni muzej leta 2006. Sedanji vhod je iz »Sernesijeve ulice« (Sernesistraße) št. 1.
- Tržni muzej

Tržna zgodovina mesta v baročni trgovski palači. Vhod je iz »Arkade« (Lauben) št. 3 in »ulice srebra« (Silbergasse) št. 6
- Južnotirolski državni muzej naravoslovnih ved

Zgodovina geologije in naravoslovje dežele in Dolomitov. Muzej v starinski palači avstrijskega cesarja Maksimilijana. Vhod je iz »Trgovinski« (Bindergasse) št. 1
- Mestni muzej Bolzana

Zgodovina mesta in dežele.
- Muzej Runkelsteinskega grada

Važni srednjeveški grad. Vhod je iz »Riedske« (Schloss-Ried-Straße)
- Šolski muzej

Zgodovina šole v Južni Tirolski. Muzej v starinskem poslopju osnovne šole "Dante Alighieri". Vhod je iz »Hranilniške« (Sparkassenstraße) št. 24
- Muzej predstav rojstva Jezusa

Predstave rojstva Jezusa v opatiji Muri-Gries. Vhod je iz »Grieskega trga«.
- MMM- Messner Mountain Museum / Mednarodni muzej gorništva

Zgodovina gorništva v Firmianskem gradu (Schloss Sigmundskron). Muzej Reinholda Messnerja.

## Gradovi
- Runkelsteinski grad

Schloss Runkelstein / Castel Roncolo - Srednjeveški grad z najvažnejšimi posvetnimi freskami v Evropu. Danes je v gradu muzej z razstavami na mednarodni ravni.
- Mareški grad

Schloss Maretsch / Castel Mareccio - Stari grad med vinogradi in starim mestom. Danes je v njem kongresni center.
- Firmianski grad ali Grad krone Sigmunda

Schloss Sigmundskron / Castel Firmiano. Muzej Reinholda Messnerja.
- Rafensteinski grad

Schloss / Castel Rafenstein - Stare razvaline z gostilno.
- Haselburški' ali Flavonski grad

Haselburg / Castel Flavon - nad mestno četrto Haslach. Fantastični razgled. Z gostilno.